# Luigi Lunari
Luigi Lunari (Milán, 3 de enero de 1934-ib., 15 de agosto de 2019) fue un escritor italiano, considerado como el más importante autor italiano contemporáneo.

## Biografía
Doctor en jurisprudencia, cursó así mismo estudios de composición y dirección de orquesta en la Academia Chigiana de Siena con Franco Ferrara. Se ocupó del teatro en múltiples direcciones, dedicándose durante períodos más o menos prolongados, a la enseñanza universitaria, a la crítica periodística y al ensayo. Durante más de veinte años —de 1961 al 1982— colaboró con Paolo Grassi y Giorgio Strehler en el Piccolo Teatro de Milán como responsable de estudios y dramaturgo, adquiriendo un profundo conocimiento del teatro contemporáneo.
Desarrolló una intensa actividad como traductor, y para el editor Rizzole, traduce al italiano la obra completa de Molière.
Escribió para el teatro obras de carácter resueltamente cívicas y de sátira política como Il Senatore Fox, Nel nome del padre. En 1994 su obra Tre sull'altalena se convirtió en un gran éxito mundial; fue traducida a más de veinte idiomas.
Al margen de su obra teatral, publicó diversos ensayos sobre teatro: Lawrence Olivier, El movimiento dramático irlandés, Ser o no ser —antología del monólogo teatral—. Un original ensayo sobre María de Nazareth y un romance histórico en tres volúmenes sobre Hernán Cortés y la conquista de México.
De Luigi Lunari dijo el Premio Nobel Dario Fo:

Utilicé sus fieles y eruditas traducciones de Molière cuando trabajaba en la Comédie Française y gracias a ellas llegué a comprender varios pasajes que otras traducciones reproducían de un modo intencionadamente nebuloso y confuso [...] También conozco algunas de sus obras: Por regla general me resulta desagradable leer obras de teatro, incluso releer las mías, pero las de Luigi Lunari tienen vida. Son ligeras, pero no en la acepción habitualmente empleada. Su estructura sintáctica es ligera, el lenguaje libre y fluido con un desarrollo cautivador, con un divertido tejido y diálogos ricos en sutilezas. Nada en ellas es predecible u obvio. Cada situación corresponde a una invención teatral[cita requerida].

## Obra

### Comedia y drama
- L'incidente (1966)
- I contrattempi del tenente Calley (1973)
- Il senatore Fox (1979)
- Storia d'amore (1982)
- Sogni proibiti di una fanciulla in fiore) (1987)
- Tre sull'altalena (1989)
- L'uomo che incontrò se stesso (1995)
- Nel nome del Padre (1997)
- Rosso profondo (1999)
- Sotto un ponte, lungo un fiume... (2004)
- Elisabetta e il suo pirata (2004)
- Tutti gli uomini di Annalisa (2005)
- Il canto del cigno (2006)
- L'ultima vittoria (2013)

### Otros textos
- L'Old Vic di Londra (1959)
- Laurence Olivier (1959)
- Il movimento drammatico irlandese (1960)
- Henry Irving e il teatro inglese dell'Ottocento (1962)
- Il teatro irlandese. Storia e antologia (1961)
- Breve storia del teatro (1999)
- Cento trame del teatro italiano (1993)
- Il teatro veneto (2003)
- Essere o non essere. Storia e antologia del monologo (2007)
- Breve storia della musica. Da Orfeo a Michael Jackson (2010)[2]

## Distinciones
- Caballero de la Orden al Mérito de la República Italiana ( Italia, 27 de diciembre de 2017).[3]